# Contabilità creativa
Per contabilità creativa si intende ogni rilevazione contabile che non rispetta le regole che ispirano la contabilità aziendale, realizzando fraudolentemente bilanci non rispondenti al vero al fine di nascondere a terzi (azionisti, obbligazionisti, fisco, dipendenti) la reale consistenza economica e patrimoniale dell'impresa.
Questo avviene per esempio attraverso la creazione di utili non realizzati, la diminuzione fraudolenta dell'attivo, la registrazione di costi mai sostenuti, l'ammortamento di beni già ammortizzati.
Casi di contabilità creativa clamorosi si sono registrati con gli scandali Enron e Parmalat. La prima, azienda statunitense attiva nel commercio dell'energia, trasferiva i debiti ad altre aziende, così da non far risultare la propria reale posizione debitoria. Lo stesso ha fatto Parmalat, dove inoltre si inventavano falsi documenti bancari attestanti l'esistenza di disponibilità finanziarie in realtà inesistenti.
Il termine contabilità creativa viene usato anche con riferimento ai bilanci pubblici. Anche in questo caso lo scopo è di fornire una rappresentazione non vera della situazione dei conti pubblici. A tal fine si possono compiere operazioni che riducano fittiziamente o temporaneamente il debito pubblico o la spesa statale o ancora che trasferiscano debiti e costi in imprese private, ma controllate dallo Stato. Lo scopo ultimo è di migliorare lo stato dei conti pubblici per superare l'esame di organismi internazionali pubblici o privati e per aggirare i limiti all'espansione del deficit statale previsti dal trattato di Maastricht.